# Sergio Di Giulio
Sergio Di Giulio (né à Milan le 4 avril 1945 et mort à Rome le 24 juillet 2019) est un acteur et doubleur de voix italien.

## Biographie
Sergio Di Giulio a étudié à l'école de théâtre Alessandro Fersen. En 1968, il fait ses débuts au théâtre avec L'estasi e il sangue, dirigé par Andrea Camilleri puis pendant trois ans, il  fréquente le théâtre Stabile à Rome.
Di Giulio était réputé pour avoir doublé les voix du père de Timmy dans l'émission animée Mes parrains sont magiques, de Dan Aykroyd dans Ghostbusters et de Jim Belushi dans Double Détente. Il a également joué comme acteur dans le film  Un Amleto di meno de Carmelo Bene.

## Filmographie partielle
Cinéma
- 1973 : Un Amleto di meno de Carmelo Bene
- 2003 : Il pranzo della domenica de Carlo Vanzina
- 2003 : Al cuore si comanda de Giovanni Morricone
- 2005 : 69 prima de Franco Bertini
- 2006 : Baciami piccina de Roberto Cimpanelli
- 2006 : Il giorno + bello de Massimo Cappelli
- 2007 : L'ora di punta de Vincenzo Marra